# (27079) Vsetín
(27079) Vsetín, désignation internationale (27079) Vsetin, est un astéroïde de la ceinture principale.

## Description
(27079) Vsetin est un astéroïde de la ceinture principale. Il fut découvert le 15 octobre 1998 à l'observatoire d'Ondřejov par Petr Pravec. Il présente une orbite caractérisée par un demi-grand axe de 2,35 UA, une excentricité de 0,17 et une inclinaison de 4,2° par rapport à l'écliptique.

## Compléments